# Scanning helium ion microscope

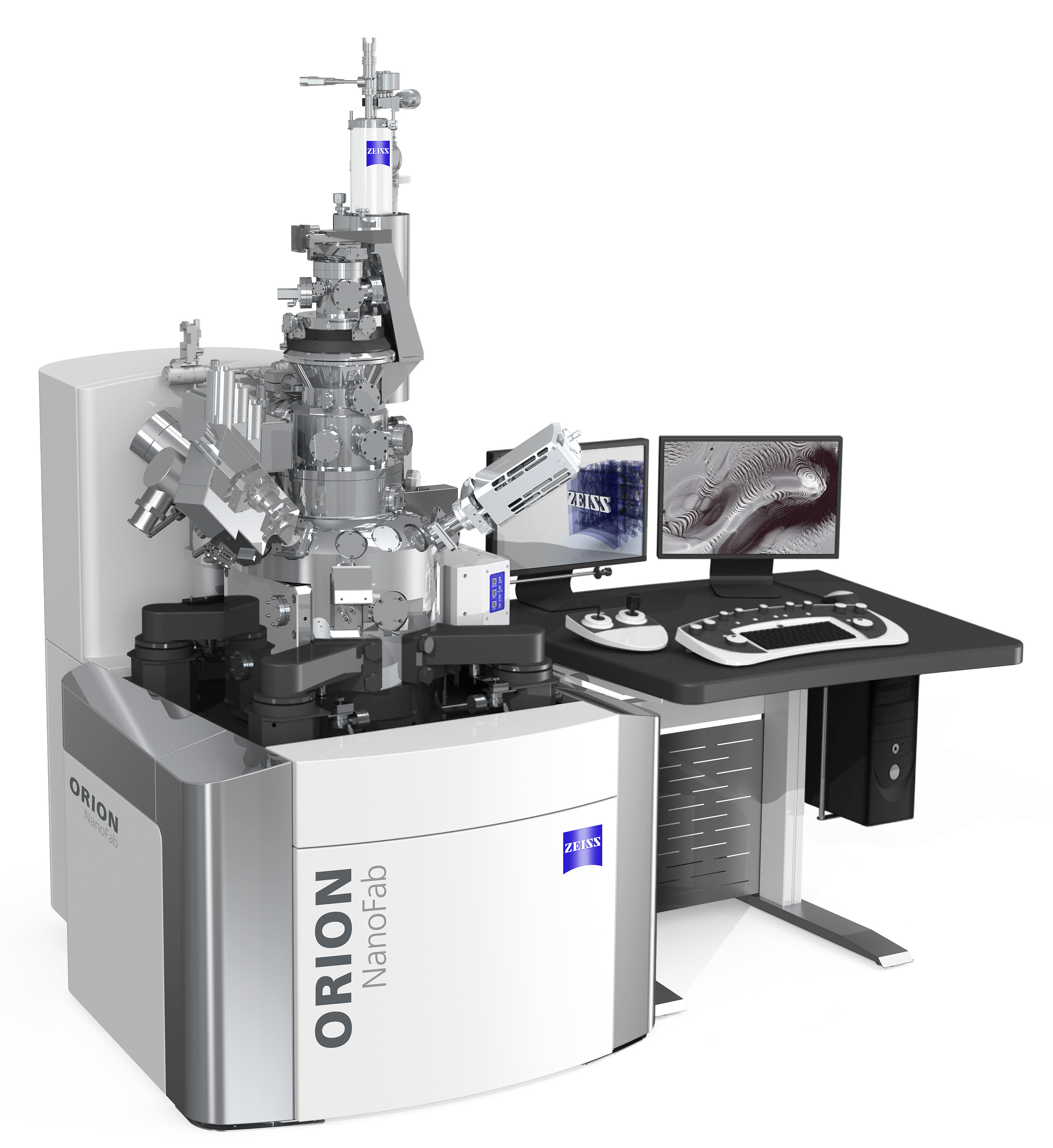
Un microscope à ions hélium Orion Nanofab par Zeiss Microscopes

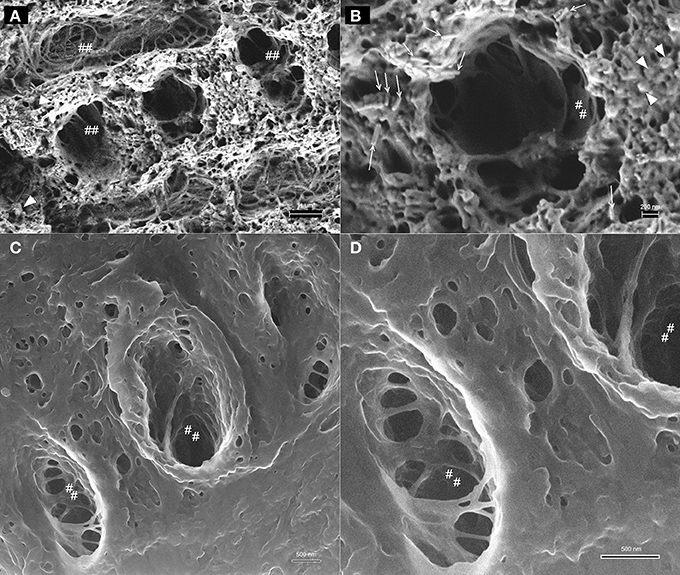
Comparaison des images SEM (en haut) et SHIM (en bas) de l'émail de souris. Les images SHIM ont une profondeur de champ supérieure, montrant la structure interne des tunnels d'émail, qui apparaissent comme des points noirs dans les images SEM.

La microscopie à ions hélium (SHIM, HeIM ou HIM) est une technologie d'imagerie basé sur un balayage par un faisceau d'ions hélium. Semblable à d'autres techniques de faisceaux d'ions focalisés, elle permet de combiner l'usinage et la découpe d'échantillons avec leur observation à une résolution inférieure au nanomètre.
En termes d'imagerie, la SHIM présente plusieurs avantages par rapport au microscope électronique à balayage (MEB) traditionnel. En raison de la très haute luminosité de la source et de la courte longueur d'onde De Broglie des ions hélium, qui est inversement proportionnelle à leur impulsion, il est possible d'obtenir des données qualitatives non réalisables avec des microscopes conventionnels qui utilisent des photons ou des électrons comme source d'émission. Comme le faisceau d'ions d'hélium interagit avec l'échantillon, il ne souffre pas d'un grand volume d'excitation et fournit donc des images nettes avec une grande profondeur de champ sur une large gamme de matériaux. Comparé à un MEB, le rendement en électrons secondaires est assez élevé, permettant une imagerie avec des courants aussi bas que 1 femtoampère. Les détecteurs fournissent des images riches en informations qui offrent des propriétés topographiques, matérielles, cristallographiques et électriques de l'échantillon. Contrairement aux autres faisceaux d'ions, il y a peu de dommages à l'échantillon en raison de la masse relativement faible de l'ion hélium. L'inconvénient est le coût.
Les SHIM sont disponibles dans le commerce depuis 2007, et une résolution de surface de 0,24 nanomètre a été démontrée.